# Aliança das Forças Democráticas para a Libertação do Congo
Aliança das Forças Democráticas para a Libertação do Congo-Zaire (em francês:  Alliance des forces démocratiques pour la libération du Congo, AFDL ou ADFLC) foi uma coalizão de dissidentes congoleses e  diversas organizações étnicas e grupos minoritários descontentes que derrubaram o presidente Mobutu Sese Seko e trouxeram Laurent Kabila ao poder durante a Primeira Guerra do Congo (1996-1997). 
Embora o grupo fosse bem sucedido em derrubar a ditadura de Mobutu, a aliança foi incapaz de se manter unida e se desfez dado que as antigas forças aliadas em Ruanda, Burundi e na nova República Democrática do Congo se voltaram contra Kabila. Essa cisão daria inicio a Segunda Guerra do Congo.